# Folke Stålfelt
Carl Victor Folke Stålfelt, född 3 februari 1902 i Tråvads socken, död 8 februari 1992 i Lidingö församling, var en svensk jägmästare.
Folke Stålfelt var son till ombudsmannen August Wikorinus Stålfelt. Han avlade studentexamen i Falun 1921 och utexaminerades från Skogshögskolan 1927. Stålfelt hade under de följande åren anställning som assistent i olika revir, notarie i Domänstyrelsen och assistent och tillförordnad professor i skogsteknologi i under Skogshögskolans sommarövningar 1934–1935, tjänstgjorde vid Skogs- och flottledsinspektionen och vid Skogssällskapet i Göteborg samt var speciallärare vid Tekniska högskolans avdelning för lantmäteri. Därjämte biträdde han under denna tid vid utredningar åt 1928 års skogsvårdskommitté och arbetslöshetsutredningen samt i Finansdepartementet angående fastighetstaxering. Stålfelt var 1935–1941 bruks- och skogsförvaltare vid Sätra Bruks AB i Västergötland och under samma tid skoglig rådgivare åt AB Bofors samt handhade 1941–1947 skötseln av skogsegendom och bränsleförsörjning åt Bofors och 1944–1947 även skogsförvaltningen och sågverksrörelser vid Stribergs grufve AB, samt redaktör för dess organ Skogen, och från 1953 var han direktör i Sveriges skogsägareförbund, Stockholm, organ för de skogsägande industriföretagen. Mellan åren 1953 och 1959 var han ordförande för Föreningen Jägmästare i Enskild Tjänst (från 1952 Civiljägmästarnas Förening). Dessutom var han sekreterare i Stiftelsen Skogsveckan. Han publicerade uppsatser i den skogliga fackpressen bland annat i skattefrågor.